# Kazune Kubota
Kazune Kubota (født 1. januar 1997) er en japansk fodboldspiller.
Han har spillet for flere forskellige klubber i sin karriere, herunder Kashima Antlers.